# Huatusco de Chicuellar
Huatusco de Chicuellar är en kommunhuvudort i Mexiko.   Den ligger i kommunen Huatusco och delstaten Veracruz, i den sydöstra delen av landet, 230 km öster om huvudstaden Mexico City. Huatusco de Chicuellar ligger 1 290 meter över havet och antalet invånare är 29 387.
Terrängen runt Huatusco de Chicuellar är kuperad, och sluttar österut. Runt Huatusco de Chicuellar är det tätbefolkat, med 276 invånare per kvadratkilometer. Huatusco de Chicuellar är det största samhället i trakten. I omgivningarna runt Huatusco de Chicuellar växer i huvudsak städsegrön lövskog.